# Progress MS-28
Progress MS-28 (rusky: Прогресс МC-28, identifikace NASA: Progress 89P) byla ruská nákladní kosmická loď řady Progress postavená společnosti RKK Energija a provozovaná agenturou Roskosmos za účelem zásobování Mezinárodní vesmírné stanice (ISS). Ke své misi odstartovala 15. srpna 2024 a zanikla po půlročním letu 26. února 2025.

## Loď Progress MS

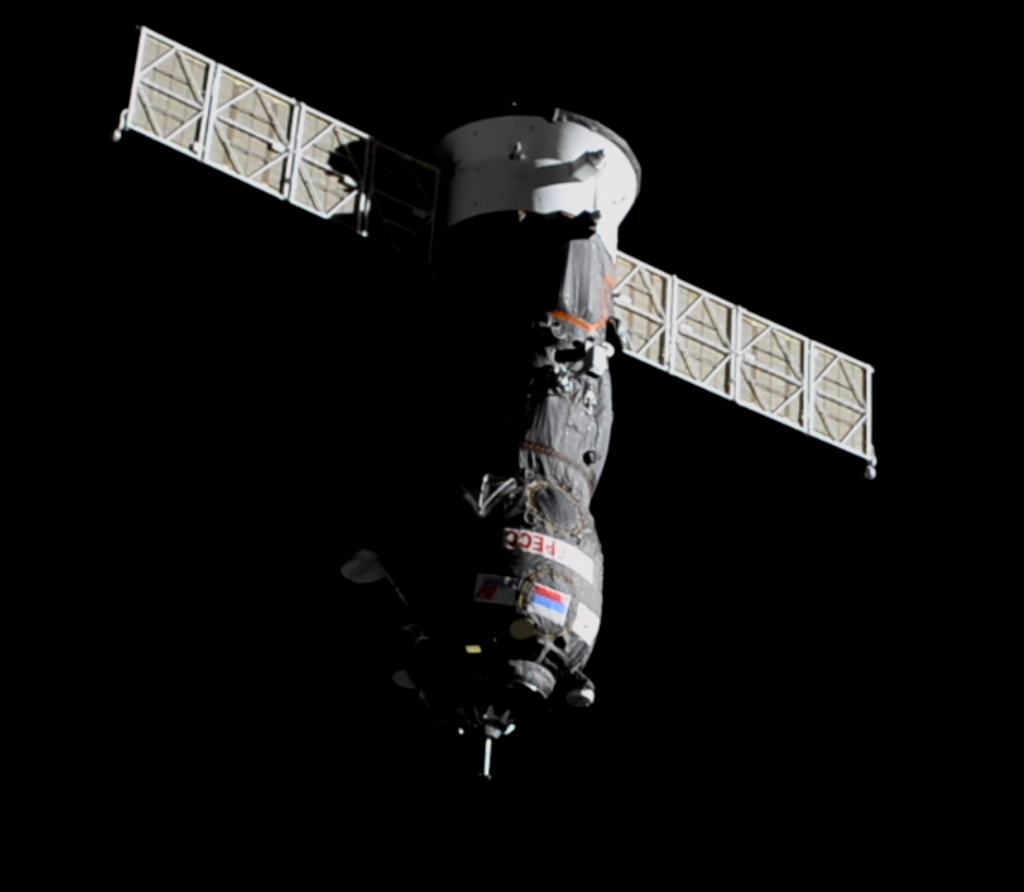
Progress MS-16 při příletu k ISS.

Progress MS je celkem pátá varianta automatické nákladní kosmické lodi Progress používané od roku 1978 k zásobování sovětských a ruských vesmírných stanic Saljut a Mir a od roku 2000 také Mezinárodní vesmírné stanice (ISS). První let této varianty s označením Progress MS-01 odstartoval 21. prosince 2015. Celková délka lodi dosahuje 7,2 metru, maximální průměr 2,72 metru, rozpětí dvou solárních panelů 10,6 metru. Startovní hmotnost je až 7 300 kg, z toho užitečné zatížení může dosáhnout až 2 600 kg.
Varianta MS zachovává základní koncepci vytvořenou už pro první Progressy. Skládá se ze tří sekcí – nákladní (pro suchý náklad a vodu), pro tankovací komponenty (na kapalná paliva a plyny) a přístrojové. Varianta je oproti předchozí verzi M-M doplněna o záložní systém elektromotorů pro dokovací a těsnicí mechanismus, vylepšenou ochranu proti mikrometeoroidům a zásadně modernizované spojovací, telemetrické a navigační systémy včetně využití satelitního navigačního systému Glonnas a nového – digitálního – přibližovacího systému Kurs NA. Od lodi MS-03 pak Progressy obsahují také nový vnější oddíl, který umožňuje umístění čtyř vypouštěcích kontejnerů pro celkem až 24 CubeSatů.

## Průběh mise
Start již 181. nákladní kosmické lodi Progress s výrobním číslem 458 se podle plánu uskutečnil 15. srpna 2024 v 03:20:18 UTC z kosmodromu Bajkonur na vrcholu rakety Sojuz 2.1a. Vzlet a navazující startovní úkony proběhly v pořádku. Po příletu a přiblížení k Mezinárodní vesmírné stanici se loď 17. srpna 2024 v 05:53:07 UTC automaticky připojila k zadnímu portu modulu Zvezda (Zvezda aft), tedy na záď celé ISS.  
Kromě dopraveného materiálu a zásob loď stanici půl roku poskytovala tah svých motorů při nezbytných manévrech pro zvýšení dráhy stanice. Provedla jich celkem 10, z toho 2 neplánované, vyvolané nutností reagovat na riziko kolize s blízko letícími objekty.  
Kosmická loď se od ISS odpojila po půl roce, 25. února 2025 v 20:17:33 UTC a po zahájení brzdicího zážehu ve 23:25 UTC řízeně zanikla v horních vrstvách atmosféry Země kolem 23:57 UTC; případné nespálené zbytky o asi 8 minut později dopadly do nesplavné oblasti jižního Tichého oceánu.

## Náklad
Kosmická loď dopravila na ISS celkem 2 621 kg nákladu:
- palivo pro motory stanice (950 kg),
- pitná voda (420 kg),
- dusík (50 kg),
- ostatní náklad pro posádku a systémy stanice (1 201 kg).

Do ostatního nákladu patřily zejména náhradní a modernizační díly pro systémy ruského segmentu ISS, nářadí pro opravy, lékařské vybavení, hygienické potřeby, potraviny, náklad pro posádku (pošta, osobní předměty apod.) a vědecké vybavení (vědecká zařízení a materiál pro experimenty a výzkumy prováděné posádkou na palubě).
Součástí dodávky byl i rentgenový spektrometr SPIN-X1-MVN, který měl po nainstalování na vnější povrch modulu Zvezda sloužit k průzkumům 84 % nebeské sféry v oboru rentgenového záření, a to periodicky každých 72 dní po dobu tří let.